# Dia dos Defensores da Ucrânia
O Dia dos defensores da Ucrânia (em ucraniano: День захисників і захисниць України) é um feriado estadual na Ucrânia, celebrado anualmente em 14 de outubro. Sua primeira celebração foi em 2015. Desde 2015, este dia é considerado um feriado público.

## História
Em 14 de outubro de 2014, um decreto do presidente ucraniano Petro Poroshenko criou este novo feriado devido à Intervenção militar da Rússia na Ucrânia (2014–presente) e à descomunização na Ucrânia. Este decreto foi aprovado pelo Conselho Supremo da Ucrânia em 5 de março de 2015.
O feriado substituiu o de 23 de fevereiro, chamado Dia do Defensor da Pátria, o qual teve sua origem na União soviética. (Como a República Socialista Soviética da Ucrânia era parte da URSS de 1922 até a Ucrânia declarar a sua independência da URSS em 24 de agosto de 1991.)

## O dia 14 de outubro na história ucraniana
O presidente do Instituto da Memória Nacional da Ucrânia, Volodymyr Viatrovych sugeriu a escolha da data de 14 de outubro baseada na tradição histórica ucraniana de honrar o Exército Ucraniano no dia da Intercessão de Teótoco. Este feriado tem sido celebrado pelos ucranianos desde o século XII. O feriado era popular especialmente entres os cossacos, os quais o celebravam desde o século XVII, pois criam que a Mãe de Deus (também conhecida como Teótoco) era sua patrona. 14 de outubro é também o dia dos cossacos.

No esforço de adotar algumas tradições cossacas, o Exército Insurreto Ucraniano escolheu o dia da Intercessão de Teótoco para ser o dia oficial do seu estabelecimento.
Em 12 de outubro de 2015, o Banco Nacional da Ucrânia pôs 50.000 moedas de Grívnia em circulação com a inscrição "Dia da Independência da Ucrânia".